# 阿塞夫·肖卡特
阿塞夫·肖卡特中将（1950年1月15日—2012年7月18日）是已故叙利亚军事和政治人物。他是现任叙总统巴沙尔·阿萨德的姐夫，妻子是巴沙尔的姐姐布莎拉·阿萨德，曾任叙陆军副参谋长、叙国防部副部长，他被认为是巴沙尔·阿萨德政权的核心成员和高级军官之一。自从达乌德·拉吉哈担任国防部部长以来，即使巴沙尔的弟弟马希尔·阿萨德控制着军队的实权，肖卡特作为副部长也依然是其中的一名重要军官。他已在一起爆炸事件中遇难。

## 早年
1950年1月15日，阿塞夫·肖卡特生于叙利亚西部塔尔图斯省马达赫莱村的一个阿拉维派穆斯林家庭。他在一般但较舒适的家庭环境中长大，在大马士革大学学习，于1970年代后期报名参军，加入了阿拉伯叙利亚陆军。到了1980年代中期，他已经成为一名崛起的年轻军官。在服役期间，他结了婚并生了5个孩子。

## 军队生涯
加入陆军后，肖卡特以自己的方式工作并向上晋升，到了1982年他成为叙总统哈菲兹·阿萨德之弟里法特·阿萨德领导的准军事部队总统卫戍旅的一名军官。总统卫戍旅曾经在哈马市镇压了一次反政府暴动，后来被称为哈马大屠杀。换言之，肖卡特是1982年哈马大屠杀的参与者之一。
1983年哈菲兹·阿萨德总统得了心脏病，他任命了一个六人委员会负责在他不能履行总统指责时行使国家权力，这六人都是他认为不会夺权的人，而他的弟弟里法特·阿萨德则不在其中。哈菲兹·阿萨德生病导致里法特·阿萨德的支持者团结在他周围，就在1984年里法特调整了大马士革的军队部署以控制首都，几乎酿成一场内战。最后，还在病中的哈菲兹·阿萨德出面缓解了紧张的局势，避免了政变的发生。在此期间，肖卡特仍然效忠于阿萨德总统，并晋升为上校。

## 与阿萨德女兒的婚姻
1980年代中期，肖卡特认识了阿萨德总统的女儿布莎拉·阿萨德，她当时正在大马士革大学学习药剂学，且比他小10岁，她是阿萨德总统的第一个孩子和唯一的女儿，当时是叙利亚最有名的年轻女性，与她的父亲关系密切。有资料显示，后来成为叙利亚首任侨民事务部长的布赛娜·沙班女士是两人的红娘，当时沙班女士正在大马士革大学任教并由此与阿萨德小姐结识。不过当时阿萨德总统和布莎拉的弟弟巴塞勒·阿萨德强烈反对两人的恋爱关系，他们认为肖卡特只是贪慕他们家的钱财和地位，并且认为阿塞夫年纪太大，离过婚且带着五个孩子，家庭背景一般，因此无法成为阿萨德家族的一名合法成员。而当肖卡特坚持保持与布莎拉的恋爱关系时，巴塞勒就于1993年逮捕了他，并数次阻挠阿瑟夫与布舒拉见面。
不过1994年1月21日，巴塞勒死于一场车祸。一年后，肖卡特和布莎拉两人私奔并结婚，居住于大马士革的马扎区。当时夫妇俩没有获得她父亲哈菲兹·阿萨德等家人的祝福。几天后，阿萨德总统派一名卫兵负责保卫夫妇俩的安全。之后两人结婚的事实传开，于是阿萨德把两人召到总统府，并祝福了他们，因此阿塞夫正式成为阿萨德家族法律上的一名合法成员。阿塞夫并因此被提升为少将军衔。阿塞夫与布莎拉生有四个孩子，每个孩子的名字都与阿萨德家族的一名成员同名：长女布莎拉，与母亲布莎拉·阿萨德同名；长子马希尔，与三舅马希尔·阿萨德同名；次子巴塞勒，与大舅巴塞勒·阿萨德同名；次女阿妮萨，与外祖母阿妮萨·马赫卢夫（哈菲兹·阿萨德总统夫人）同名。
之后肖卡特与阿萨德家人的关系愈加亲密，并成为布莎拉的弟弟巴沙尔·阿萨德的好友。巴沙尔在兄长巴塞勒死后被父亲从伦敦召回国内，被培养为接班人。据报道，布莎拉撮合了肖卡特和巴沙尔的关系。在巴沙尔·阿萨德成为总统后，他也成为一名重要的高级军官。而另一方面，肖卡特与布莎拉和巴沙尔的弟弟马希尔·阿萨德关系糟糕，据说1999年马希尔开枪射中了肖卡特的肚子。

## 政治生涯
2000年6月巴沙尔·阿萨德继任总统后，肖卡特被广泛认为是叙利亚最有权势的人之一。2001年，他担任叙军事情报部门的副主管，军事情报部门是叙情报机构的主要组成部分。他的主要任务是与巴勒斯坦的激进组织如哈马斯和杰哈德联络，他也是叙利亚驻军黎巴嫩期间的关键人物。九一一恐怖袭击后，肖卡特是叙情报机构与美国和欧洲情报机构之间的主要联系人，在他的协调下，美国在叙利亚建立了一个情报站，但当叙美关系恶化后情报站被关闭了。
2005年，肖卡特被任命为叙军事情报部门主管。在他就任前不久，黎巴嫩前总理拉菲克·哈里里在一次汽车炸弹爆炸事件中丧生。根据爆炸装置的样式和复杂程度，这次事件被认为牵扯到了一个国家的情报部门，而联合国的初步调查认为肖卡特和马希尔·阿萨德涉嫌参与其中。2006年，肖卡特被美国的外国人资产管控办公室认定为特别指定的人，被冻结在美资产。2009年7月他辞去军事情报部门主管职务，以“摆脱作为国际调查哈里里遇刺案首要嫌疑人的身份”，并晋升中将，担任陆军副参谋长。反对派人士认为他对于2008年黎巴嫩真主党指挥官伊马德·穆格尼耶在大马士革遭到暗杀负有过失责任。
2011年9月，肖卡特转任国防部副部长，成为叙国防部长达乌德·拉吉哈中将的副手，也成为国防部的一个重要任务。不过叙军队在事实上是归巴沙尔总统的弟弟马希尔·阿萨德领导的，肖卡特也因此与马希尔发生过不止一次的冲突。

## 叙利亚动乱及其死亡
在2011年3月开始的动乱中，肖卡特与叙总统巴沙尔·阿萨德、总统之弟马赫尔一道是强硬派的代表，他领导政府军抵抗反政府武装，并于2011年9月升任国防部副部长。他是巴沙尔总统任命的军事危机处理机构的成员，其他成员包括国防部长达乌德·拉吉哈、国家安全顾问希沙姆·伊赫蒂亚尔、特别安全顾问阿里·马姆卢克、军事情报部门主管阿卜杜勒－法塔赫·库德西耶和老牌运营商穆罕默德·纳西夫·赫尔贝克。

### 传闻死亡
2012年5月20日，反政府组织叙利亚自由军的大马士革委员会宣称，该组织的一个营已经成功逮捕了政府危机处理机构、即负责叙政府军日常事务的所有八名成员。自由军还称，他们相信这八人中至少有六人——前国防部长图尔克马尼、现国防部长拉吉哈、现国防部副部长肖卡特、现内政部长沙尔、现国家安全顾问伊赫蒂亚尔和复兴党（叙利亚）地区领导机构副书记布坦——已经被杀死。不过很快内政部长沙尔和图尔克马尼先后在国家电视台露面粉碎谣言，并称谣言是“彻头彻尾毫无根据”的。

### 死亡和葬礼
2012年7月18日，肖卡特在针对国家安全总部的自杀式爆炸袭击中被炸身亡，当时高官们正在举行会议，同时死亡的还有国防部部长达乌德·拉吉哈以及前国防部长哈桑·图尔克马尼，其他许多高官则受伤。美籍黎巴嫩裔政治学家阿萨德·阿布·哈利勒认为肖卡特是遇袭团队的核心人物。
叙利亚国家电视台2012年7月20日报道，爆炸事件中死亡的图尔克马尼、拉吉哈和肖卡特三人的隆重国葬在大马士革的无名军人陵园举行。巴沙尔总统和他的弟弟马赫尔·阿萨德均未参加国葬， 巴沙尔总统派副总统法鲁克·沙雷代表他参加葬礼。肖卡特并未安葬在无名军人陵园，而是被安葬在塔尔图斯省，参加第二次葬礼的有他的遗孀布莎拉·阿萨德和他的岳母、前总统哈菲兹·阿萨德的遗孀阿妮萨·阿萨德（父姓马赫卢夫）。伊拉克总统贾拉勒·塔拉巴尼向丧夫的布莎拉表达了慰问。